# Wilhelm Jeral
Wilhelm Jeral   (Praga, 2 d'octubre de 1861 - Viena, 17 de desembre de 1935) fou un violoncel·lista austríac d'origen txec.
El 1873-1879. va estudiar al Conservatori de Praga amb František Gegenbart. El 1880-1886, era solista de l'Orquestra de l'Òpera de Graz i professor de la "Styrian Musical Society". Des del 1887 és solista de la Deutsche Oper de Rotterdam, on també va treballar com a director d'òpera. El 1896 es va establir a Viena, preferint durant algun temps treballar com a solista. Des del 1899 és solista de l'orquestra de l' Viennaopera de la cort de Viena, des del 1901 és violoncel·lista del quartet de corda de Karl Prill. El 1904, Gustav Mahler va considerar Jeral un dels candidats a un lloc de solista a la Filharmònica de Viena. En els anys de la postguerra, va fer tasques pedagògiques a Viena, entre els seus estudiants Konstantin Popov i Senta Benesch.
És autor d'un concert per a violoncel i orquestra (1899, publicat el 1906, enregistrat per Orfeo Mandozzi) i d'altres obres per al seu instrument, de les quals la peça més famosa és "Gypsy Dance" (alemany Zigeunertanz; 1904). Sota la direcció de Jéral, es van publicar composicions per a violoncel de Richard Strauss, Piotr Ilitx Txaikovski i altres. Jéral ha conservat l'únic exemplar de la Polonaise per a violoncel i piano d'Antonín Dvořák, que va rebre el 1879 de l'intèrpret d'estrena Alois Neruda i publicat 1925.